# یواس‌اس نویندورف (دی‌ئی-۲۰۰)
یواس‌اس نویندورف (دی‌ئی-۲۰۰) (به انگلیسی: USS Neuendorf (DE-200)) یک کشتی بود که طول آن ۳۰۶ فوت (۹۳ متر) بود. این کشتی در سال ۱۹۴۳ ساخته شد.